# Grammia sociata
Grammia sociata är en fjärilsart som beskrevs av Barnes och Mcdunnough 1910. Grammia sociata ingår i släktet Grammia och familjen björnspinnare. Inga underarter finns listade i Catalogue of Life.